# 詹姆斯·肯尼迪 (爱尔兰政治家)
詹姆斯·J·肯尼迪（James J. Kennedy，1909年3月10日—1968年9月13日）是爱尔兰共和党政治人物及农民。1965年大选中，肯尼迪作为韦克斯福德选区候选人，当选为众议员。此后他一直任职，直到1968年逝世。肯尼迪也是韦克斯福德郡议会的议长。因为大选将在次年6月举办，所以肯尼迪逝世后并没有举行补选。